# Sevillas tunnelbana

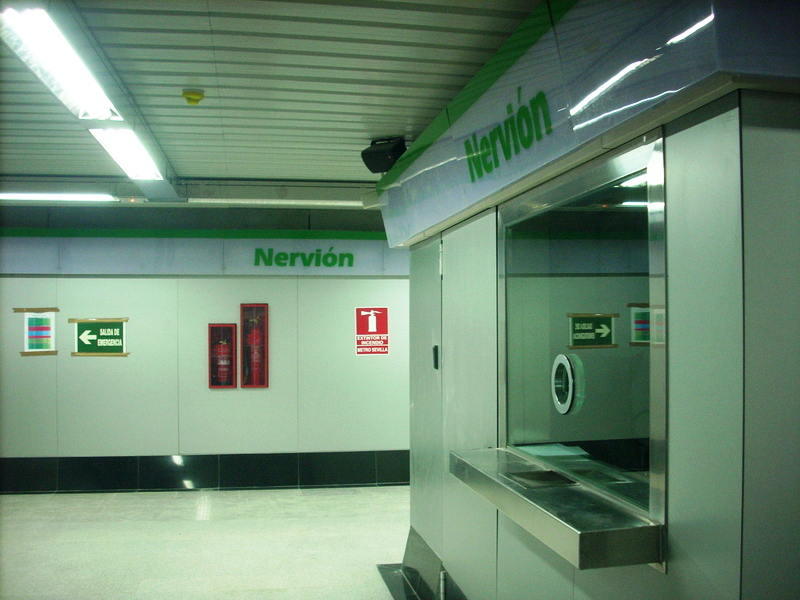
Nervión metrostation

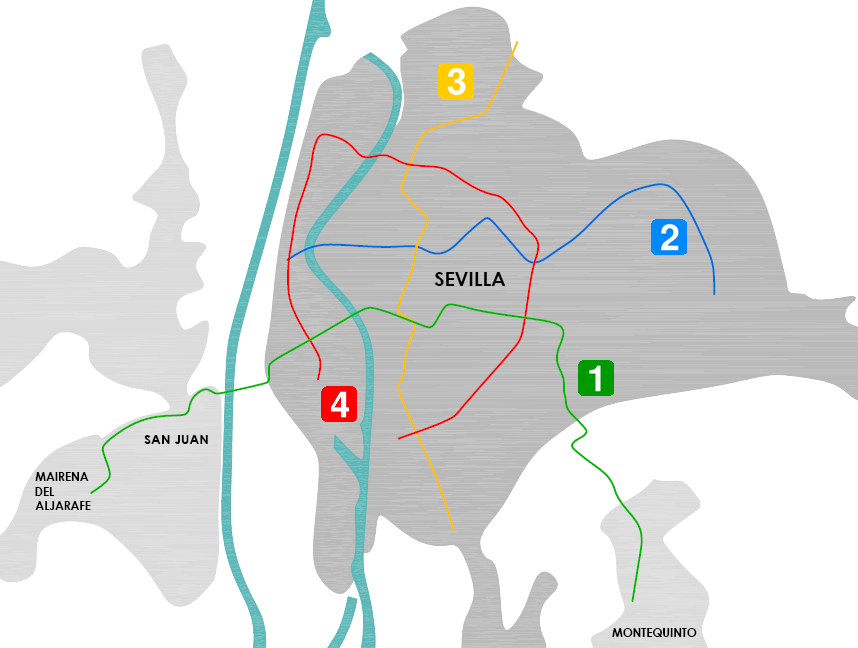
Linjekarta.

Sevillas tunnelbana (spanska: Metro de Sevilla) är en snabbspårväg i Sevilla, huvudstaden i Andalusien i Spanien. Systemet består än så länge av en enda linje som är helt tunnelbanemässig och den trafikeras av spårvagnar av modell CAF Urbos 2. När den öppnade 2 april 2009 blev den Andalusiens första tunnelbana och den sjätte i Spanien.

## Linjer
| Nr      | Sträckning                   | Öppningsår | Längd   | Stationer             |
| ------- | ---------------------------- | ---------- | ------- | --------------------- |
| Linje 1 | Olivar de Quinto–Ciudad Expo | 2009       | 18 km   | 21 (en 22:a planeras) |
| Linje 2 | Torreblanca–Puerta Triana    | planerad   | 12,5 km | 17 planerade          |
| Linje 3 | Pino Montano–Bermejales      | planerad   | 11 km   | 17 planerade          |
| Linje 4 | Ringlinje                    | planerad   | 15 km   | 19 planerade          |